# Palaeonyssia fuliginosa
Palaeonyssia fuliginosa är en fjärilsart som beskrevs av W. Warren 1905. Palaeonyssia fuliginosa ingår i släktet Palaeonyssia och familjen mätare. Inga underarter finns listade i Catalogue of Life.